# Medal jubileuszowy „60-lecia zwycięstwa w Wielkiej Wojnie Ojczyźnianej 1941–1945”
Medal jubileuszowy „60-lecia zwycięstwa w Wielkiej Wojnie Ojczyźnianej 1941–1945” (ros. Юбилейная медаль «60 лет Победы в Великой Отечественной войне 1941—1945 гг.») – jubileuszowy rosyjski medal, ustanowiony 28 lutego 2004 roku dla uczczenia 60. rocznicy zwycięstwa w wielkiej wojnie ojczyźnianej. Medal przyznawany był między innymi weteranom Sił Zbrojnych ZSRR, partyzantom i członkom podziemia. Medal jest wykonany z tombaku; na jego awersie znajduje się obraz Orderu „Zwycięstwo” i lata 1945–2005, zaś na rewersie znajdują się napis 60 лет Победы в Великой Отечественной войне 1941–1945 (60 lat zwycięstwa w wielkiej wojnie ojczyźnianej) oraz wieniec laurowy.